# 跨学科研究
跨学科研究（英語：Transdisciplinarity）指一种多学科相互融合以实现一个全局目标的研究策略。它适用于涉及两个或多个领域的研究，例如对生物制药研究中计算机建模系统的研究属于生物信息学的研究范围。
跨学科研究可让起源于一个领域的概念或研究方法应用于其他领域，例如民族志的研究方法起源于人类学，熵的概念起源于热力学，但这些概念或研究方法均已在其他学科领域中广泛使用。

## 用途

### 在德语中的释义
在德语国家中，这个词的意思是把各种各样的研究相整合，包含了应用已知事实解决科研问题的不同方式。

### 广义的跨学科研究
跨学科研究也指把不同学科的知识结合起来。
让·皮亚杰（Jean Piaget）在1970年提出了这个概念。1987年，跨学科研究国际中心（the International Center for Transdisciplinary Research ，CIRET）在第一届跨学科研究国际会议上通过了《跨学科研究宪章》。

## 阅读
- 条款的俄罗斯学校的跨 (Articles of the Russian school of transdisciplinarity) 2007 -2018 （页面存档备份，存于）.
- 书籍的俄罗斯学校的跨 (Books of the Russian school of transdisciplinarity) 2007 -2018 （页面存档备份，存于）.